# Géza Hegedüs
Géza Hegedüs (geboren 14. Mai 1912 in Budapest, Österreich-Ungarn; gestorben 9. April 1999 in Budapest) war ein ungarischer Historiker, Schriftsteller und Universitätslehrer.

## Leben
Hegedüs schrieb im Laufe seines Lebens eine Vielzahl historischer Romane, Theaterstücke und populärwissenschaftliche Bücher. Er hatte eine Professur an der Budapester Eötvös-Loránd-Universität inne.
Er wurde unter anderem dreimal mit dem ungarischen Literaturpreis Attila-József-Preis, ausgezeichnet und erhielt diverse staatliche  Verdienstmedaillen des kommunistischen Staates.

## Werke auf Deutsch
- Der Mensch baut Brücken. Deutsch von Vera Thieß. Bearbeitung Herbert Mühlstädt. Berlin: Kinderbuchverlag Berlin, 1955
- Die Gefahr jenseits des Waldes. Deutsch von Heinrich Weissling. Berlin: Verlag Neues Leben, 1955
- Fremde Segel vor Salamis. Deutsch von Henriette Engl & Géza Engl. Zeichnung Miklós Győry. Stuttgart: Boje Verlag, 1961
- Die gepanzerten Heiligen. Ein Cromwell Roman. Deutsch von Hans Skirecki. Budapest: Corvina Verlag, 1969
- Ketzer und Könige. Deutsch von Heinrich Weissling (Az írástudó). Leipzig: Prisma-Verlag, 1970
- Fünf gegen Miskolc. Deutsch von Jörg Buschmann (Az a májusi riadó). Berlin: Militärverlag der DDR, 1976
- Gedemütigtes Babylon. Deutsch von Heribert Thierry. Zeichnung András Felvidéki. Budapest: Corvina Verlag, 1983
- Ungarische Jahrhunderte. Ein kulturhistorischer Streifzug. Deutsch von Edit Baranyai und Mátyás Esterhazy. Berlin: Ed. q, 1999. ISBN 3-86124-511-6
- Das Vermächtnis eines Lebenskünstlers. Deutsch von Clemens Prinz. Budapest: Kortina, 2006. ISBN 9-63872-700-4